# Brikcí z Licka
Brikcí z Licka, též Licska, (asi 1488 Kouřim – 16. listopadu 1543 Praha, nebo Čáslav) byl český právník, politik, soudní písař a mistr pražské univerzity.
Studoval na pražské univerzitě, v roce 1508 se stal bakalářem a roku 1513 mistrem svobodných umění. V roce 1518 působil ve spojené radě Starého a Nového města pražského, kde stál na straně Jana Hlavsy z Liboslavi, ale po převratu Jana Paška z Vratu v roce 1524 byl jako stoupenec Luthera uvězněn a posléze odešel do Kutné Hory. Po nástupu nového českého krále Ferdinanda I. byl Brikcí roku 1529 povýšen do šlechtického stavu s erbem a predikátem z Licka, též byla vyjednána smlouva s pražskými měšťany, aby se Brikcí mohl vrátit do Prahy.
V 30. letech se stal písařem komorního soudu a v roce 1536 vyšlo jeho nejpodstatnější dílo Práva městská. Byl to soupis do češtiny přeložených nálezů zemských soudů brněnského a jihlavského práva, které byly ve své době hojně užívány, nicméně se mu nepodařilo kvůli velkému odporu měst (soupis byl formulován ve prospěch královské moci nad městy) prosadit tento soupis jako kodifikaci městského práva a Práva městská zůstala pouze právní knihou, která byla používána některými městy jako pomůcka bez právní moci. Poté vydal ještě několik knih, zejména filosofickoprávní soupis rčení a citátů antických filozofů k právu Naučení mudrcuov o spravování a soudech lidských (1540), napsal také předmluvu k známé Hájkově kronice (1541).

## Dílo
- Titulář stavu duchovního a světského zemí českých (Tytulowee Stawú Duchownijho / a Swietskeeho), 1534, tiskl Pavel Severýn z Kapí Hory, číslo Knihopisu: K01352 – titulář pro českou dvorskou kancelář
- Práva městská, 1536, tiskl Alexandr Plzeňský v Litomyšli, číslo Knihopisu: K01348 – nově vydali bratři Josef a Hermenegild Jirečkové v roce 1880 pod názvem M. Brikcího z Licka Práva městská
- Naučení mudrcuov o spravování a soudech lidských (Sentencie Philozophice de Regimine. et Judicijs hominum: Naučenij Mudrcuow / o Zprawowanij / a Saudech Lidskych), 1540, tiskl poprvé Jan Severin, číslo Knihopisu: K01350
- Regule, tj. řeholy obecné z latinských učitelů práv vybrané, na česko přeložené, každému soudu náležité (Regule: To gest Ržeholy Obecné z Latinskych Včyteluow Práw wybrane na Cžesko przeložene k zprawenij rozumu), 1541, tiskl Bartoloměj Netolický, číslo Knihopisu: K01349
- Předmluva k Hájkově kronice (vytištěna 1543)